# Isländische Fußballmeisterschaft 1939
Die isländische Fußballmeisterschaft 1939 war die 28. Spielzeit der höchsten isländischen Fußballliga.
Es nahmen vier Teams am Bewerb teil, in dem jede Mannschaft jeweils einmal auf jede andere traf. Fram Reykjavík gewann den elften Titel der Vereinsgeschichte, und den ersten seit 1925.
Die Abschlusstabelle der Spielzeit verzeichnet einige Premieren in der Geschichte der isländischen Fußballliga:
- Zum ersten Mal wurde eine Mannschaft Meister, die mindestens ein Spiel verlor.
- Zum ersten Mal beendete der Titelverteidiger die Saison am letzten Tabellenplatz.
- Zum ersten Mal hatte der Meister eine negative Torbilanz.

## Abschlusstabelle
| Pl. | Verein              | Sp. | S | U | N | Tore    | Quote | Punkte |
| --- | ------------------- | --- | - | - | - | ------- | ----- | ------ |
| 1.  | Fram Reykjavík      | 3   | 2 | 0 | 1 | 005:600 | 0,83  | 04:20  |
| 2.  | KR Reykjavík        | 3   | 1 | 1 | 1 | 007:500 | 1,40  | 03:30  |
| 3.  | Víkingur Reykjavík  | 3   | 1 | 1 | 1 | 003:300 | 1,00  | 03:30  |
| 4.  | Valur Reykjavík (M) | 3   | 0 | 2 | 1 | 003:400 | 0,75  | 02:40  |

| (M) | amtierender isländischer Meister |

### Kreuztabelle
Die Kreuztabelle stellt die Ergebnisse aller Spiele dieser Saison dar. Die Heimmannschaft ist in der ersten Spalte aufgelistet, die Gastmannschaft in der obersten Reihe. Die Ergebnisse sind immer aus Sicht der Heimmannschaft angegeben.
| 1939               | Fram Reykjavík | Víkingur Reykjavík |     | KR Reykjavík |
| Fram Reykjavík     |                | 2:1                | 1:0 | 2:5          |
| Víkingur Reykjavík | –              |                    | 1:1 | 1:0          |
| Valur Reykjavík    | –              | –                  |     | 2:2          |
| KR Reykjavík       | –              | –                  | –   |              |